# Adrià Pedrosa
Adrià Giner Pedrosa (Barcellona, 13 maggio 1998) è un calciatore spagnolo, difensore del Siviglia.

## Caratteristiche tecniche
È un terzino sinistro.

## Carriera

### Club
Cresciuto nel settore giovanile dell'Espanyol, ha esordito in prima squadra il 1º novembre 2018 disputando l'incontro di Coppa del Re perso 2-1 contro il Cadice.
Il mese successivo ha debuttato anche nella Liga disputando da titolare il match casalingo perso 1-3 contro il Real Betis.

### Nazionale
Ha partecipato agli Europei Under-21 del 2021, che la sua nazionale ha terminato al terzo posto.

## Statistiche
Statistiche aggiornate al 12 maggio 2024

### Presenze e reti nei club
| Stagione          | Squadra           | Campionato        | Campionato | Campionato | Coppe nazionali | Coppe nazionali | Coppe nazionali | Coppe continentali | Coppe continentali | Coppe continentali | Altre coppe | Altre coppe | Altre coppe | Totale | Totale | Totale |
| Stagione          | Squadra           | Comp              | Pres       | Reti       | Comp            | Pres            | Reti            | Comp               | Pres               | Reti               | Comp        | Pres        | Reti        | Pres   | Reti   |        |
| ----------------- | ----------------- | ----------------- | ---------- | ---------- | --------------- | --------------- | --------------- | ------------------ | ------------------ | ------------------ | ----------- | ----------- | ----------- | ------ | ------ | ------ |
| 2016-2017         | Espanyol B        | SDB               | 5          | 0          |                 | -               | -               |                    | -                  | -                  |             | -           | -           | 5      | 0      |        |
| 2017-2018         | Espanyol B        | TD                | ?+2        | ?+0        |                 | -               | -               |                    | -                  | -                  |             | -           | -           | 2      | 0      |        |
| 2018-2019         | Espanyol B        | SDB               | 11         | 2          |                 | -               | -               |                    | -                  | -                  |             | -           | -           | 11     | 2      |        |
| Totale Espanyol B | Totale Espanyol B | Totale Espanyol B | 18         | 2          |                 | -               | -               |                    | -                  | -                  |             | -           | -           | 18     | 2      |        |
| 2018-2019         | Espanyol          | PD                | 12         | 1          | CdR             | 4               | 0               |                    | -                  | -                  |             | -           | -           | 16     | 0      |        |
| 2019-2020         | Espanyol          | PD                | 20         | 1          | CdR             | 3               | 0               | EL                 | 8                  | 2                  | -           | -           | -           | 31     | 3      |        |
| 2020-2021         | Espanyol          | SD                | 32         | 1          | CdR             | 1               | 0               |                    | -                  | -                  |             | -           | -           | 33     | 1      |        |
| 2021-2022         | Espanyol          | PD                | 31         | 1          | CdR             | 2               | 1               |                    | -                  | -                  |             | -           | -           | 33     | 2      |        |
| 2022-2023         | Espanyol          | PD                | 7          | 0          | CdR             | 0               | 0               |                    | -                  | -                  |             | -           | -           | 7      | 0      |        |
| Totale Espanyol   | Totale Espanyol   | Totale Espanyol   | 102        | 4          |                 | 10              | 1               |                    | 8                  | 2                  |             | -           | -           | 120    | 7      |        |
| 2023-2024         | Siviglia          | PD                | 28         | 1          | CR              | 5               | 1               | UCL                | 4                  | 0                  | SU          | 0           | 0           | 37     | 2      |        |
| Totale carriera   | Totale carriera   | Totale carriera   | 148        | 7          |                 | 15              | 2               |                    | 12                 | 2                  |             | -           | -           | 175    | 11     |        |

## Palmarès

### Club
- Segunda División: 1

Espanyol: 2020-2021

#### Competizioni internazionali
- UEFA-CONMEBOL Club Challenge: 1

Siviglia: 2023